# 毛利基親
毛利 基親（もうり もとちか、生年不詳 - 嘉暦元年11月23日（1326年12月18日））は、鎌倉時代の武士。毛利経光の嫡男。弟に時親が、他の兄弟に時光、政光、親忠、親宗がいる。子に時元。はじめ其頼と名乗った。左近蔵人、入道瞻仏。法名は胆仏。
父・経光から越後国刈羽郡佐橋荘南条を引き継ぐ。その他の業績は史料が少なく不明。
嘉暦元年（1326年）11月23日、死去。享年76。